# Karl Friedrich Abel (obraz 1777)
Karl Friedrich Abel – obraz olejny autorstwa angielskiego malarza Thomasa Gainsborough. Przedstawia niemieckiego muzyka Karla Friedricha Abla i znajduje się w zbiorach Huntington Library w San Marino.

## Opis obrazu
Niemiecki muzyk i kompozytor Karl Friedrich Abel (1723–1787) był wirtuozem gry na violi da gamba. Przybył do Londynu w 1759 roku. Zasłynął publicznymi koncertami w Hanover Square Rooms, które organizował z Johannem Christianem Bachem. Przyjaźnił się także z Thomasem Gainsborough, który dwukrotnie go sportretował: ok. 1765 roku (obraz w National Portrait Gallery w Londynie) i ok. 1777 roku (Huntington Library). Również Gainsborough nauczył się gry na violi da gamba. W późniejszej wersji malarz przedstawił go w chwili natchnienia. Siedzi przy biurku, a pióro spoczywa na pierwszym takcie nowej partytury. Trzyma swoją violę da gamba opartą o udo, jakby właśnie ją odłożył. Bogata paleta barw zawiera odcienie szmaragdu, szkarłatu i szafiru, kolory podkreślające zamożność i status kompozytora.
Elizabeth Trapier uważa, że ten portret był inspiracją do Portretu Francisco de Saavedry z 1798, pędzla Francisca Goi.